# 石龙镇 (桂平市)
石龙镇，是中华人民共和国广西壮族自治区贵港市桂平市下辖的一个乡镇级行政单位。

## 行政区划
石龙镇下辖以下地区：
石龙社区、石龙村、石山村、铜山村、新村、新乐村、群乐村、永兴村、四平村、安旺村、上黄村、福平村、黄塘村、五狮村、珍垌村、新源村、思源村、东岗村、中峡江村、新隆村和平阳村。